# Cvijetin Mijatović
Cvijetin Mijatović (Lopare kod Tuzle, 8. siječnja 1913. – Beograd, studeni 1993.) bosanski Srbin sudionik Drugog svjetskog rata na strani partizana, društveno-politički djelatnik SRBiH i SFRJ, junak socijalističkog rada i narodni heroj Jugoslavije. U razdoblju od 15. svibnja 1980. do 15. svibnja 1981. bio je predsjednik Jugoslavije.

## Životopis
Rođen je 8. siječnja 1913. godine u mjestu Lopare kod Tuzle. Potječe iz siromašne obitelji, njegov otac Ilija bio je seoski obrtnik. Osnovnu školu završio je u rodnom mjestu, a gimnaziju u Tuzli. Godine 1932. upisao je Filozofski fakultet u Beogradu. Omladinskom pokretu pristupio je još u višim razredima gimnazije u Tuzli. Po dolasku na beogradsko sveučilište uključio se u redove studentske mladeži i intenzivno sudjelovao u svim njenim akcijama i prosvjedima. Član KPJ je od 1934. godine, a od 1934. do 1936. bio je član Univerzitetskog komiteta KPJ. Zbog komunističke djelatnosti hitan je i osuđivan, a 1935. godine bio je u koncentracijskom logoru u Višegradu. Godine 1936. postao je instruktor Pokrajinskog komiteta KPJ za Srbiju, a 1938. je upućen u Bosnu raditi na stvaranju novih partijskih organizacija. Po povratku iz Bosne, 1939. godine, postao je član Mesnog komiteta KPJ za Beograd. Godine 1940. ponovno je poslan u Bosnu, gdje je u Tuzli i okolini, radio na stvaranju i jačanju partijskih organizacija. Poslije Travanjskog rata i okupacije Kraljevine Jugoslavije, 1941. godine, Cvijetin je aktivno radio na organiziranju i pripremanju ustanka. Najveći dio rata proveo je u istočnoj Bosni, na raznim rukovodećim vojnim i političkim dužnostima. Lipnja 1941. godine postao je politički komesar Štaba partizanskih odreda za Tuzlansku oblast. Kasnije je obavljao dužnost političkog komesara Birčanskog partizanskog odreda, člana Operativnog štaba za istočnu Bosnu, političkog komesara Šeste istočno-bosanske udarne brigade i dr. Od lipnja 1943. godine bio je sekretar Oblasnog komiteta KPJ i sekretar Oblanog komiteta Narodnooslobodilačkog fronta za Istočnu Bosnu. Bio je član ZAVNOBiH-a i član AVNOJ-a (od drugog zasjedanja u Jajcu, studenog 1943. godine).
Nakon rata, obavljao je mnoge odgovorne državne i partijske funkcije:
- ministar u Vladi Narodne Republike Bosne i Hercegovine, od 1945. do 1958. godine
- direktor lista „Komunist“, organa Saveza komunista Jugoslavije, od 1958. do 1961. godine
- veleposlanik Jugoslavije u Sovjetskom Savezu, od 1961. do 1965. godine
- predsjednik Centralnog komiteta Saveza komunista Bosne i Hercegovine, od 1965. do 1969. godine
- član Predsjedništva SFRJ od 1974. godine, a od 15. svibnja 1980. do 15. svibnja 1981. godine i predsjednik Predsjedništva SFRJ.

Biran je za člana Centralnog komiteta SK Jugoslavije, na Petom, Šestom, Sedmom i Osmom kongresu SKJ. Od Osmog kongresa, 1964. godine, bio je član Izvršnog komiteta CK SKJ, a od listopada 1966. godine i član Predsjedništva CK SKJ. Bio je član Izvršnog komiteta Centralnog komiteta Saveza komunista Bosne i Hercegovine, a od 1965. do 1969. i njegov predsjednik. Bio je član Saveznog odbora SSRN Jugoslavije, član Centralnog odbora SSRN Bosne i Hercegovine i član Savjeta federacije. Za narodnog poslanika republičke skupštine Bosne i Hercegovine i Savezne skupštine Jugoslavije, biran je u više saziva.